# Jan Van Hecke
Jan Van Hecke (Ardooie, 8 juni 1970) is een Belgisch acteur. Hij is vooral bekend van zijn rollen als Pieter-Paul Pruim in Big & Betsy en als Arnold in De Kotmadam.

## Loopbaan
Zijn grote tv-rollen zijn die van Pieter-Paul Pruim (2000-2003) in Big & Betsy en daarna Arnold (2004-2009) in De Kotmadam, waarin hij eerder Erik als bijrol speelde. Hij speelde ook de rol van moordenaar Ignace Claessen in Emma (2007), een telenovelle op Eén.
Van Hecke speelde gastrollen in Het Park (Koen), Buiten de zone, Spoed (Freddy Annerel), Recht op Recht (apotheker), Sedes & Belli (Bert Andriessen), Wittekerke (Emile Theuninck), Mega Mindy (Bertje), F.C. De Kampioenen (agent in 2006 en Jefke in 2011), Aspe (Filip Op De Beeck), Happy Singles, Spring (rijinstructeur - 2005), Kinderen van Dewindt (Ben Senden), Thuis (Mario), Heterdaad (seizoen 1, afl. 5), Zone Stad (Lindemans), Ella (bediende), Hallo K3! (Roderick), Flikken (Bruno De Mets) en Het Goddelijke Monster (sauna-uitbater). Sinds 2009 duikt Van Hecke sporadisch op als inspecteur Van Camp (2009, 2010-2015, 2016, 2017-2018) in de televisieserie Familie. In 2018 was Van Hecke te zien in Campus 12 als deurwaarder Gilles.
Naast zijn acteerwerk sprak Van Hecke verschillende stemmen van tekenfilmreeksen in en speelde hij in het theater. Hij werkte met verschillende regisseurs, onder wie Jan Fabre, Jan Decorte, Luk Perceval en Gerardjan Rijnders.

## Veroordeling
In 2022 werd Van Hecke veroordeeld tot een gevangenisstraf van vier jaar met uitstel voor het downloaden, bezitten en verspreiden van kinderporno en voor aanranding zonder geweld van een 14-jarige. Voor de aanklacht over verkrachting van minderjarigen werd hij vrijgesproken. Hij kreeg wel voorwaarden opgelegd: hij werd tien jaar uit zijn rechten ontzet, mag vijf jaar geen strafbare feiten plegen en moet zich laten behandelen. Dat laatste had hij al opgestart nadat de feiten aan het licht kwamen.

## Televisie
- Eigen kweek (2019) - als gevangene
- De zonen van Van As (2017) - als Hendrickx
- ROX (2011) - als Hugo
- F.C. De Kampioenen (2011) - als Jefke
- Ella (2010) - als city records Clerk
- Hallo K3! (2010) - als Roderick
- Zone stad (2010) - als Lindemans
- Lili & Marleen (2010) - als student
- Familie (2009-2015) - als rechercheur Van Camp
- LouiseLouise (2009) - als Walter
- Aspe (2008) - als Filip Op De Beeck
- Thuis (2008) - als Mario
- Emma (2007) - als Ignace Claessen
- F.C. De Kampioenen (2006) - als agent
- Mega Mindy (2006) - als Bertje
- Spring (2005) - als rijleraar
- De Kotmadam (2004-2009) - als Arnold
- Sedes & Belli (2002) - als Bert Andriessen
- Droge voeding kassa 4 (2002) - als klant
- Recht op recht (2002) - als apotheker
- Wittekerke (2002) - als fotograaf Emiel
- Veel geluk, professor! (2001) - als Gabriël Carné
- Spoed (2001) - als Freddy Annerel
- Big & Betsy (2000-2003) - als Pieter-Paul Pruim
- Flikken (2000) - als Bruno De Mets
- Westenwind (1999) - als douanier
- Heterdaad (1996) - als Robin
- Buiten de Zone (1996) - als Alex/als vriend van zwanger meisje
- De Kotmadam (1995) - als Eric
- Ons geluk (1995) - als Jozef Onckeloms
- Het park (1993-1995) - als Koen
- Familie (1992) - als politieagent

## Filmografie
- Urbanus: de vuilnisheld (2019) - als verschillende stemmen
- Kleine verhalen in een grote oorlog (2014) - als Duitse soldaat
- Het geheim van Mega Mindy (2009) - als Billy

## Nasynchronisatie
- Glitter Force (2015-2016) - Diverse rollen (Vlaamse versie)